# Aurubis

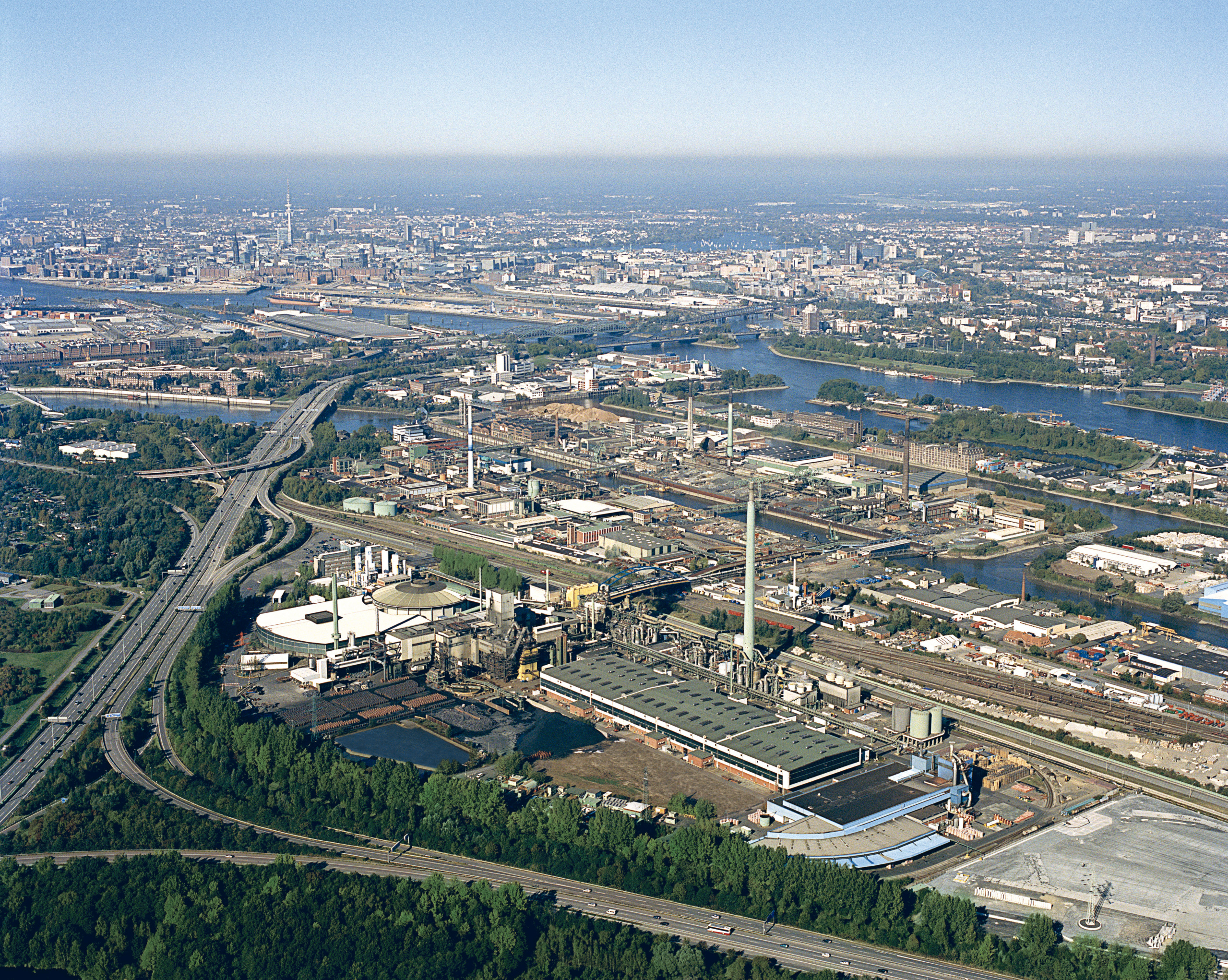
Sede da Aurubis em Hamburgo.

Aurubis AG (anteriormente Norddeutsche Affinerie AG) é a maior empresa produtora de cobre da Europa (a segunda maior do mundo) e a maior recicladora de cobre em todo o mundo, sendo que está listada na Bolsa de Valores de Frankfurt. Sua sede está em Hamburgo, na Alemanha. Após a aquisição do produtor de cobre belga Cumerio pela Norddeutsche Affinerie AG em 18 de fevereiro de 2008, a empresa se reciclou sob a marca Aurubis a partir de 1 de abril de 2009.
A Aurubis produz mais de um milhão de toneladas de cátodos de cobre anualmente e deles uma variedade de produtos de cobre. Ele emprega cerca de 6.300 pessoas (dados de setembro de 2011).